# Passiflora serratifolia
Passiflora serratifolia là một loài thực vật có hoa trong họ Lạc tiên. Loài này được Carl von Linné mô tả khoa học đầu tiên năm 1753.